# Estreito de Honguedo
O estreito de Honguedo (em francês:  Détroit d'Honguedo) é um estreito no leste da América do Norte. 
Fica entre a Ilha Anticosti e a Península Gaspé no Quebec, Canadá, e é o lado norte de uma bifurcação do Rio São Lourenço no seu estuário, o Golfo de São Lourenço. A outra é o estreito de Jacques Cartier no norte da Ilha Anticosti.
Tem cerca de 70 km de largura mínima.
A origem do nome é desconhecida, mas poderá ter origem na palavra Mi'kmaq para "local de encontro".